# Montaj

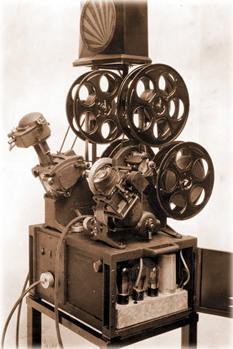
Mașina originală de editare: o Moviola în poziție verticală.

Montajul sau editarea filmului este o parte a procesului de creație din timpul post-producției unui film. Termenul de montaj/editare este derivat din procesul tradițional de lucru cu peliculă cinematografică, dar în prezent implică din ce în ce mai mult utilizarea tehnologiei digitale.